# Pierre Joseph Pelletier
Pierre Joseph Pelletier (22 de marzo de 1788 – 19 de julio de 1842) fue un naturalista, farmacéutico y químico francés que en 1820 preparó el alcaloide activo de la corteza de la quina y lo llamó quinina. Después de este éxito, aisló diversos alcaloides más, entre ellos la atropina (obtenida de la belladona) o la estricnina (obtenida de la nuez vómica).
En su tesis doctoral, Pelletier se ocupa de Opopanax, como bálsamo y cura. Con su colega Joseph Bienaimé Caventou aíslan en 1817 una sustancia activa de las hojas de vegetales verdes que llamaron clorofila. 
Desde 1840 fue miembro de la Academia de las Ciencias Francesa
- La abreviatura «Pellet.» se emplea para indicar a Pierre Joseph Pelletier como autoridad en la descripción y clasificación científica de los vegetales.[2]

## Honores
- El Gro. Pelletiera A.St.-Hil. de la familia de las Myrsinaceae se nombra en su honor.